# Долгое (Сходницкая поселковая община)
Долгое (укр. Довге) — село в Сходницкой поселковой общине Дрогобычского района Львовской области Украины.
Население по переписи 2001 года составляло 768 человек. Занимает площадь 21,1 км². Почтовый индекс — 82195. Телефонный код — 3244.
Село располагается по обоим берегам реки Стрый, в окружённой горами долине. Неподалёку от села (юго-восток), на потоке Лазный, расположен водопад Лазный.
В селе есть две деревянные церкви: Введения во храм Пресвятой Богородицы и Преображения Господня (Святого Николая).
На кладбище возле церкви Преображения Господня похоронен выдающийся художник Корнилий Устианович.